# Satyrichthys rieffeli
Satyrichthys rieffeli és una espècie de peix pertanyent a la família dels peristèdids.

## Descripció
- Fa 28 cm de llargària màxima.
- És vermellós amb taques fosques al dors.[3][4]

## Hàbitat
És un peix marí i demersal que viu entre 65 i 600 m de fondària.

## Distribució geogràfica
Es troba al Pacífic occidental: des del Japó fins al mar d'Arafura i Derby (Austràlia).

## Costums
És bentònic.

## Observacions
És inofensiu per als humans.